# Aberaeron
Aberaeron är en hamnstad vid Cardiganbukten i grevskapet och kommunen Ceredigion i Wales.